# Regaliceratops
Regaliceratops peterhewsi
Genre
Espèce
Regaliceratops est un genre éteint de dinosaures herbivores de la famille des cératopsidés, découvert au Canada dans une formation géologique datée de la fin du Crétacé supérieur, et âgée d'environ 68 millions d'années.
Ce genre, proche parent de Triceratops, est représenté par l'unique espèce Regaliceratops peterhewsi.

## Découverte
L'holotype TMP 2005.055.0001 est un crâne découvert en 2005 dans une falaise bordant la rivière Oldman, dans le sud de l'Alberta, dans la Formation de St. Mary River, datée de 68 millions d'années. Ce spécimen est surnommé « Hellboy » en référence au personnage de bande dessinée, en raison de ses deux petites cornes sur son front en arrière de la grosse corne située sur son nez, plus grosse par ailleurs que celle de Triceratops, et de la difficulté de l'extraire de la roche qui l'entourait. Le fossile, conservé au musée royal Tyrrell de paléontologie, est un crâne presque complet. Le genre et l'espèce ont été nommés en 2015 par les paléontologues Calbeb Brown et Donald Henderson,.

## Particularité
Cette espèce présente des caractéristiques des Centrosaurinae, déjà disparus pendant son époque. Ces découvertes sont une avancée scientifique car c'est le premier exemple de convergence évolutive chez les dinosaures à cornes. (Des caractéristiques similaires ont donc évolué dans deux groupes génétiquement indépendants).

## Étymologie
Son nom spécifique, peterhewsi, lui a été donné en l'honneur de Peter Hews qui a découvert l'holotype. 
Le nom du genre Regaliceratops, composé  du latin regalis, « royal », et du grec ancien κέρας, kéras, « corne » et ὤψ, ṓps, « vue, visage », fait à la fois référence à la présence de la corne sur la face de ce dinosaure et « royal » au fait que les deux auteurs étaient du Royal Tyrrell Museum of Palaeontology.

## Publication originale
- (en) Caleb M. Brown et Donald M. Henderson, « A new horned dinosaur reveals convergent evolution in cranial ornamentation in Ceratopsidae », Current Biology, Royaume-Uni, Cell Press et Elsevier, vol. 25, no 12,‎ 4 juin 2015 et juin 2015, p. 1641-1648 (ISSN 0960-9822 et 1879-0445, OCLC 45113007, PMID 26051892, DOI 10.1016/J.CUB.2015.04.041, lire en ligne).